# Biblioteca universitaria di Osnabrück
La Biblioteca universitaria di Osnabrück, abbreviata come UB Osnabrück (in tedesco: Universitätsbibliothek Osnabrück), è la struttura centrale per la fornitura di informazioni dell'Università di Osnabrück e una delle due biblioteche universitarie della città, accanto alla biblioteca dell'Università di Scienze Applicate di Osnabrück. Con una sede principale, due biblioteche dipartimentali e una biblioteca d'istituto orientata alla ricerca, possiede una collezione cartacea di circa 1,66 milioni di pezzi.  Le ampie risorse elettroniche di informazione e conoscenza (banche dati, riviste elettroniche, e-book) supportano le attività di studio, insegnamento e ricerca e sono disponibili per tutti i membri dell'Università di Osnabrück e per gli utenti esterni residenti in Germania.

## Storia

### Organizzazione
Quando l'Università di Osnabrück fu fondata nel 1974 e sostituì l'Università Pedagogica della Bassa Sassonia (Pädagogische Hochschule Niedersachsen, PH) fu istituita anche la biblioteca universitaria, che inizialmente rilevò il patrimonio dell'istituzione precedente. Il primo direttore della biblioteca fu Kurt Shimon Wallach, che in precedenza aveva lavorato nel centro di coordinamento bibliotecario della neocostituita Università della Ruhr a Bochum. Il concetto di biblioteca accademica con una collezione consistente a scaffali aperti, come era presente in altre biblioteche universitarie di nuova fondazione, può essere ricondotto a lui nella fase iniziale; nel 1974 gli succedette Eilhard Cordes, sostituito nel 2003 dall'attuale direttore Felicitas Hundhausen.

### Edificio

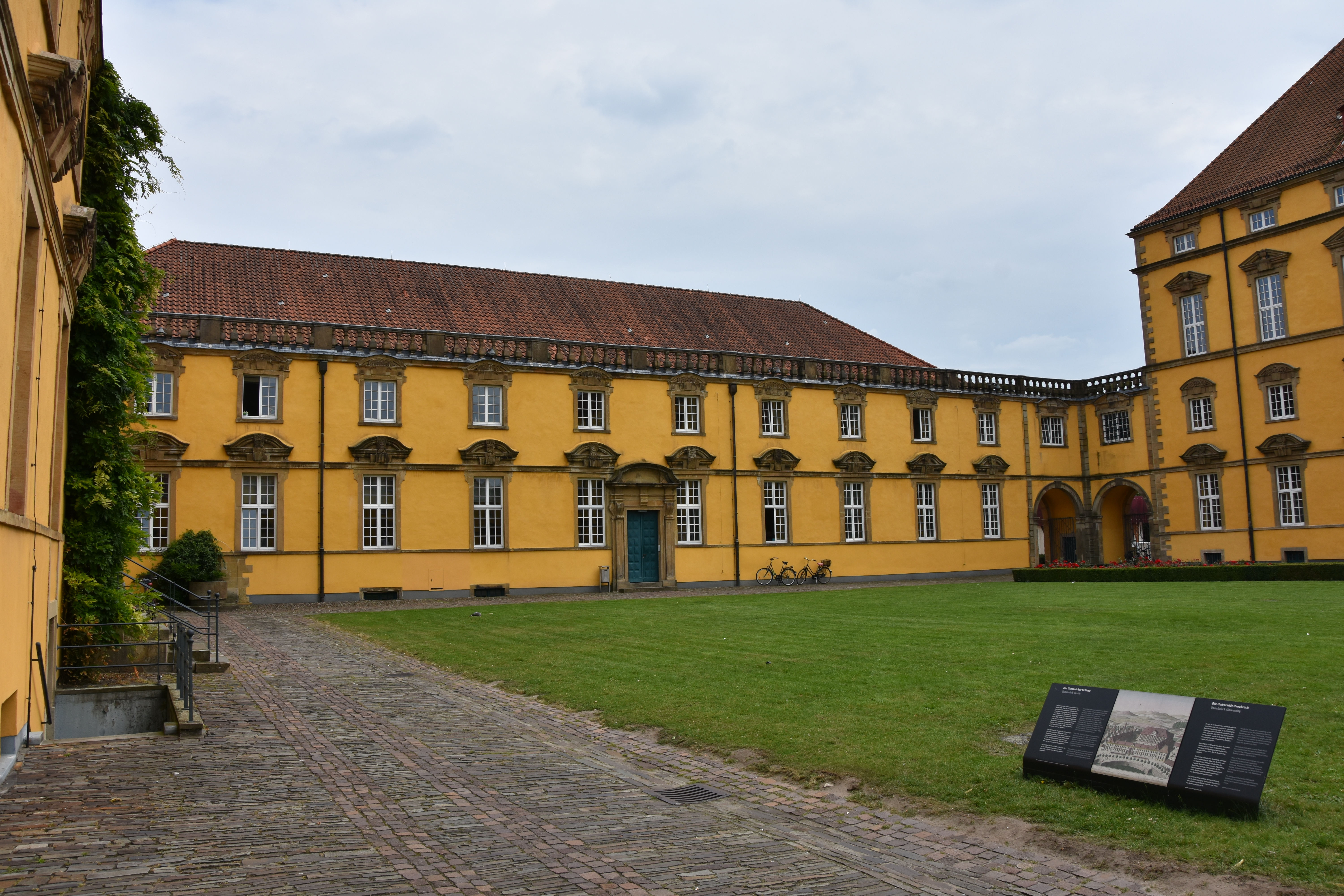
Sede originaria nel Castello di Osnabrück.

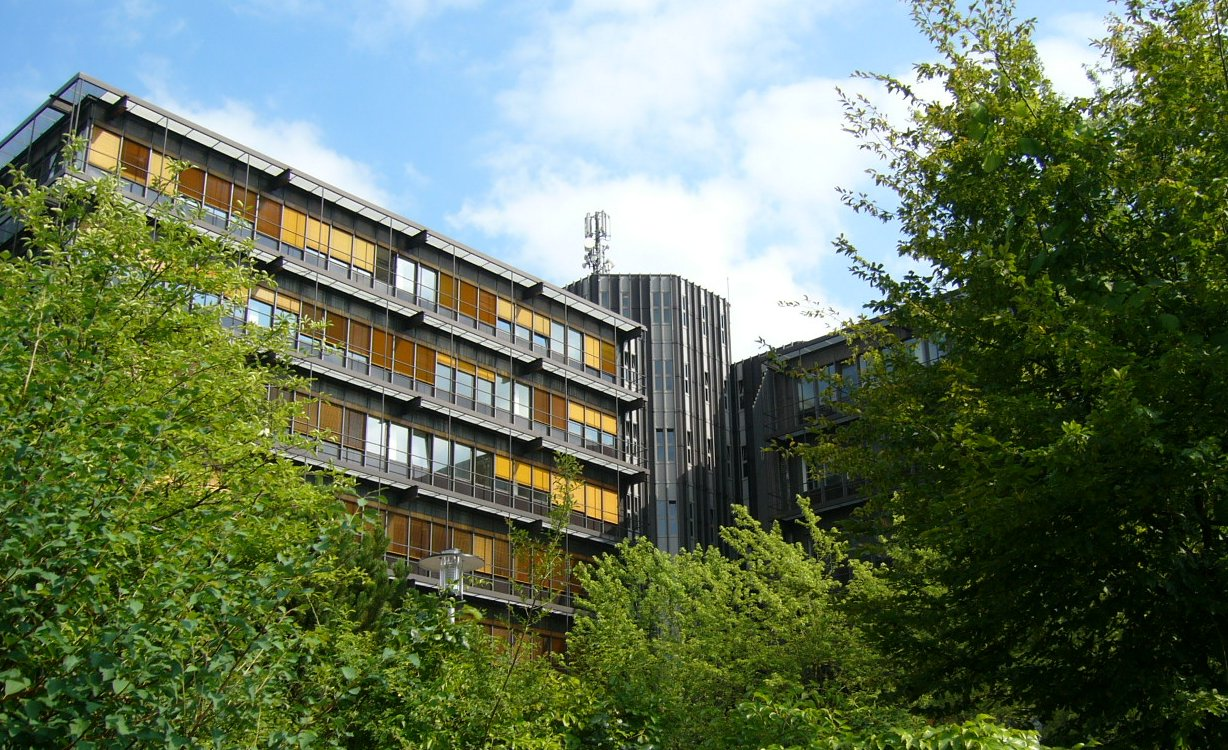
Edificio dell'AVZ a Westerberg (ex sede della Biblioteca Dipartimentale N)

I locali originari nell'ala del castello di Osnabrück non erano sufficienti, motivo per cui inizialmente fu affittato un edificio nella Heinrichstraße. Per le scienze naturali fu allestita un'ulteriore sede nell'allora edificio dell'AVZ a Westerberg.
A metà degli anni Ottanta, l'edificio dell'Alte Münze / Kamp, oggi adibito a centro bibliotecario e biblioteca dipartimentale di filologia e studi culturali, fu costruito e collegato all'edificio della scuola statale per sordi dell'Alte Münze, che risaliva all'epoca imperiale. Con questo nuovo edificio e l'ampliamento, la biblioteca subì un'espansione che si rese necessaria dopo dieci anni per motivi di spazio, al fine di ospitare diverse sale di lettura e scaffalature più grandi.
Nel 2009, la biblioteca di ricerca dell'Istituto europeo di studi giuridici (ELSI) si trasferì nei locali della nuova sede dell'istituto.
Tra il 2013 e il 2015 la Biblioteca universitaria subì un'ampia espansione strutturale con la costruzione di un nuovo edificio nel campus di Westerberg, che ospita la Biblioteca dipartimentale N e la Biblioteca centrale dell'Università di Scienze Applicate di Osnabrück.
Le biblioteche dell'Istituto per la storia culturale del primo periodo moderno (IKFN) e dell'Istituto per la ricerca sulle migrazioni e gli studi interculturali (IMIS), che dal 2008 erano ospitate sotto l'ombrello di una “biblioteca di ricerca comune”, si sono trasferite nella Biblioteca dipartimentale di filologia e studi culturali presso la sede di Alte Münze nel 2018/19. Dal 2019 sono in costruzione nuove sale di lettura con postazioni di lavoro in un ampliamento che fu utilizzato a partire dal 2021. Anche la Biblioteca dipartimentale G (Scienze sociali) fu integrata nella biblioteca di Alte Münze nel settembre 2023.

## Sedi

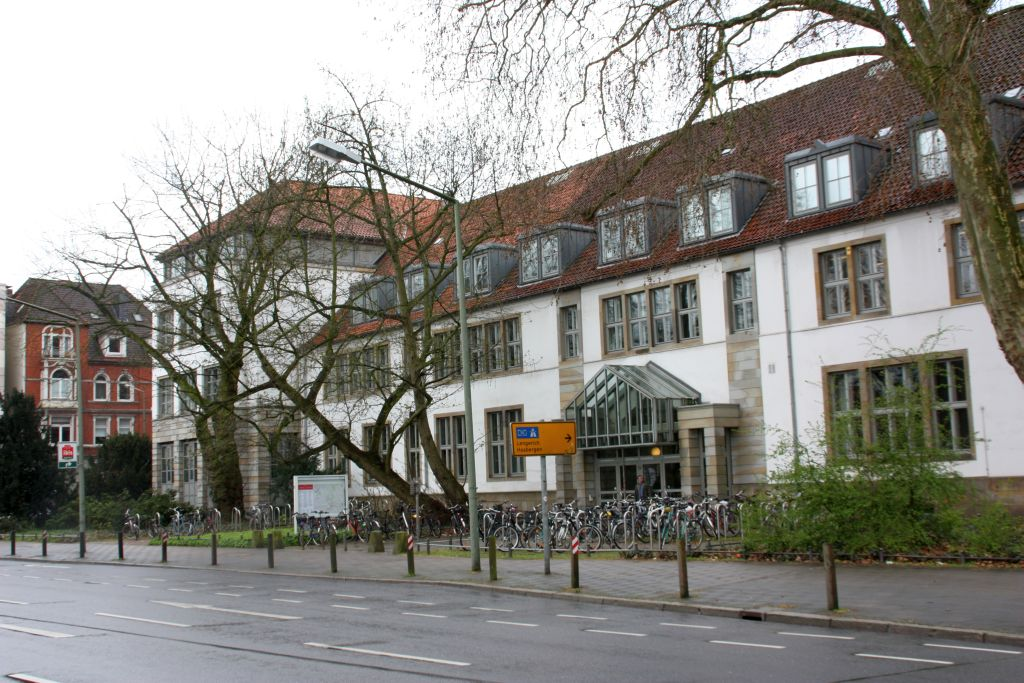
Edificio 22 di (Heger-Tor-Wall), dove si trova la biblioteca dipartimentale J/W.

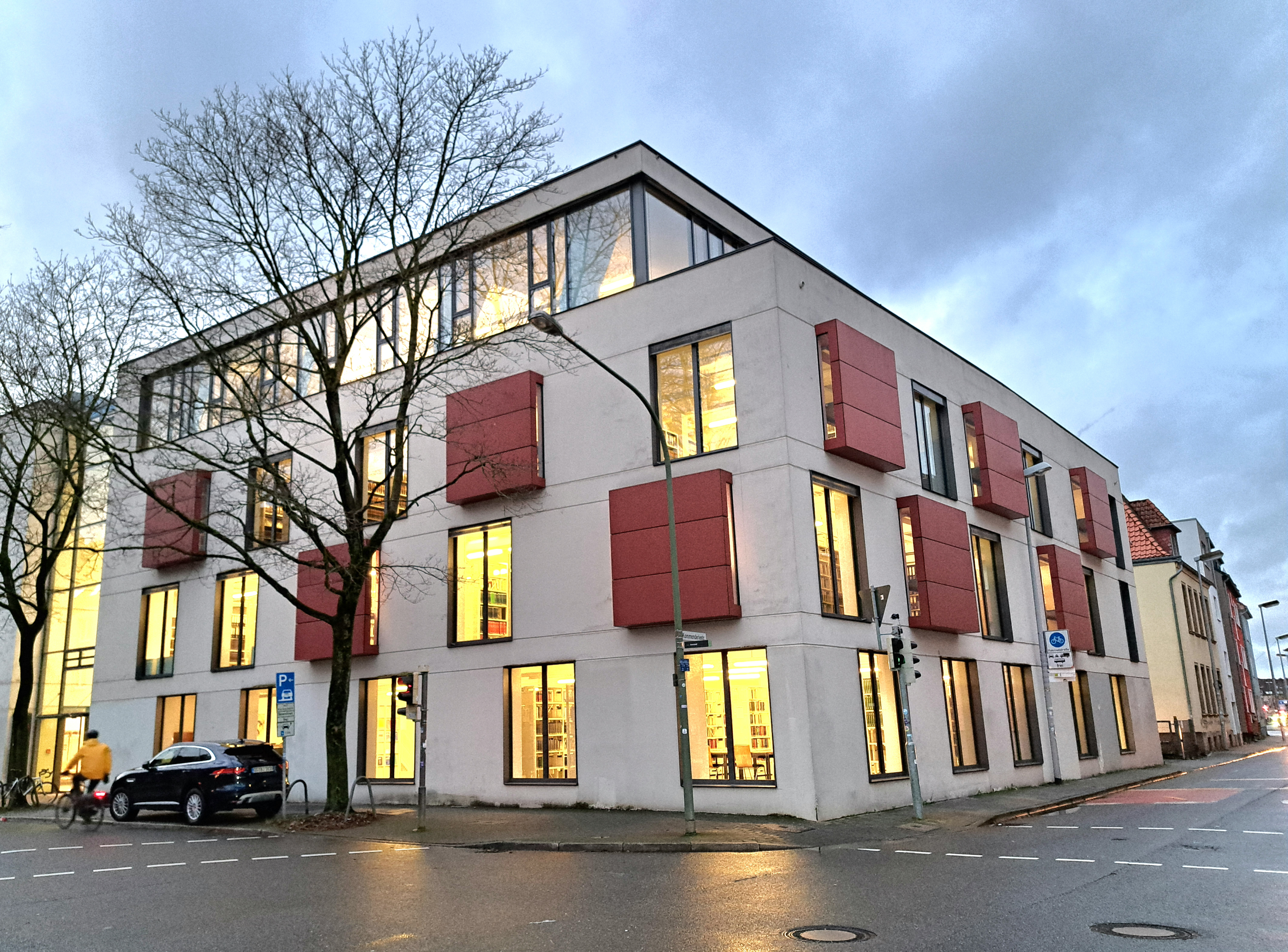
Istituto Europeo di Studi Giuridici (ELSI) con la relativa biblioteca sita in Süsterstraße

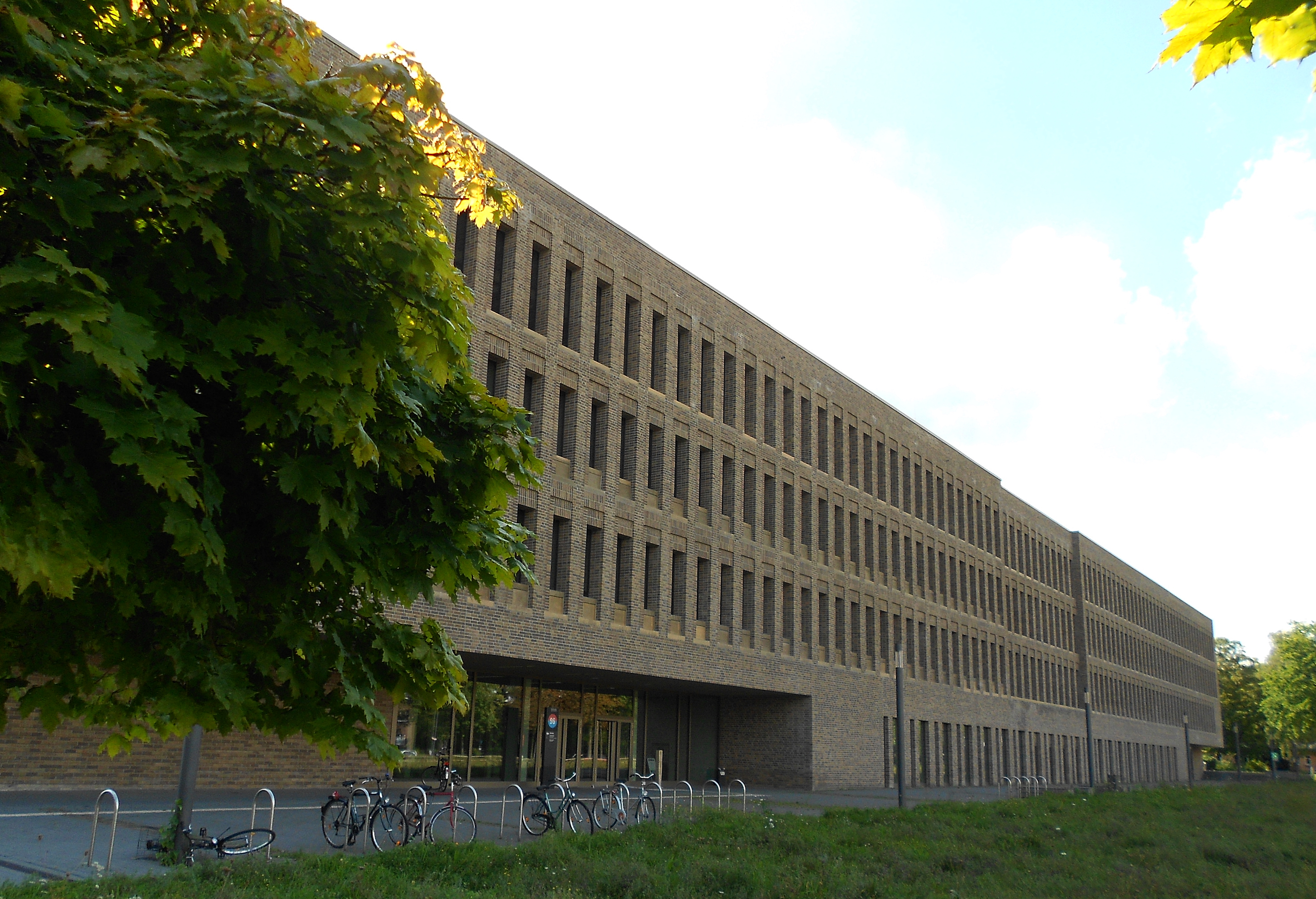
Biblioteca dipartimentale N nel campus di Westerberg

Oggi la biblioteca universitaria è dislocata in diverse sedi nella città di Osnabrück, in linea con l'ubicazione degli edifici universitari, principalmente nel centro della città e nel campus di Westerberg. Sono presenti quattro biblioteche dipartimentali e una biblioteca di ricerca giuridica o d'istituto, il cui focus tematico è orientato alle facoltà vicine. La biblioteca dell'Istituto Europeo di Studi Giuridici (ELSI) è una biblioteca di sola consultazione; ciò vale anche per le altre sezioni bibliotecarie dell'istituto giuridico all'interno della biblioteca dipartimentale J/W e per le sue collezioni giuridiche (ad eccezione dei libri di testo), nonché per la sezione della biblioteca dell'istituto IKFN all'interno della biblioteca di Alte Münze. Le sedi speciali più piccole e decentrate si trovano in vari dipartimenti o istituti e sono generalmente curate dal personale dell'istituto o dagli studenti impiegati per servizi di ricerca e didattica e relative attività amministrative nella rispettiva materia.

### Centro cittadino
- Biblioteca dipartimentale B (Biblioteca di Alte Münze): filologia moderna e classica, studi culturali vari, scienze dell'educazione, filosofia, scienze sociali, biblioteche di ricerca dell'IKFN e dell'IMIS;
- Biblioteca dipartimentale J/W (Biblioteca Heger-Tor-Wall): diritto, economia;
- Biblioteca di ricerca ELSI: diritto europeo.

### Westerberg
- Biblioteca dipartimentale N: scienze naturali varie, scienze cognitive, matematica e psicologia.

## Collezioni
Poiché la biblioteca universitaria fu fondata solo negli anni '70, non è sopravvissuto un gran numero di stampe antiche dall'istituzione che l'ha preceduta (la biblioteca PH), e quindi non dispone di una collezione di libri che si sia ingrandita nel tempo. La letteratura più antica è oggi disponibile in misura limitata attraverso la collezione di stampe antiche dell'IKFN, l'acquisizione di lasciti di biblioteche private e sotto forma di singole collezioni speciali (soprattutto la biblioteca dello Ius commune, che vanta circa 1.600 titoli dal XIII al XVIII secolo).
Complessivamente, la biblioteca possiede circa 1,66 milioni di volumi stampati (dato aggiornato al 2020); la maggior parte dei fondi più recenti è accessibile al pubblico nelle sale di lettura e negli scaffalature aperte. Nel 2020 erano ancora presenti poco meno di 2.000 riviste cartacee con abbonamenti in corso di validità, mentre il numero di basi di conoscenza e riviste elettroniche in abbonamento è in costante crescita, così come la gamma di e-book accademici disponibili per i membri dell'università.